# Перлинна мечеть (Лахор)
Перлинна мечеть (урду موتی مسجد) — розташована в Лахорському форті релігійна будівля з білого мармуру. Будувалося в 1630-1635 при Шах Джахані. Розташована на західній стороні Лахорського форту, в безпосередній близькості від воріт Аламгірі — головного входу в цитадель.

## Історія
Після розпаду Імперії Великих Моголів мечеть перетворена на гурдвару і перейменована на Моті Мандір у період Конфедерації Сикхів. Пізніше Ранджит Сінґх став використовувати будівлю як сховище державної скарбниці.
Після того, як британці захопили Пенджаб в 1849, вони виявили всередині мечеті дорогоцінні камені, що лежать в ганчірках і оксамитових гаманцях. Пізніше релігійні реліквії були переміщені в мечеть Бадшахі.